# 수상 택시

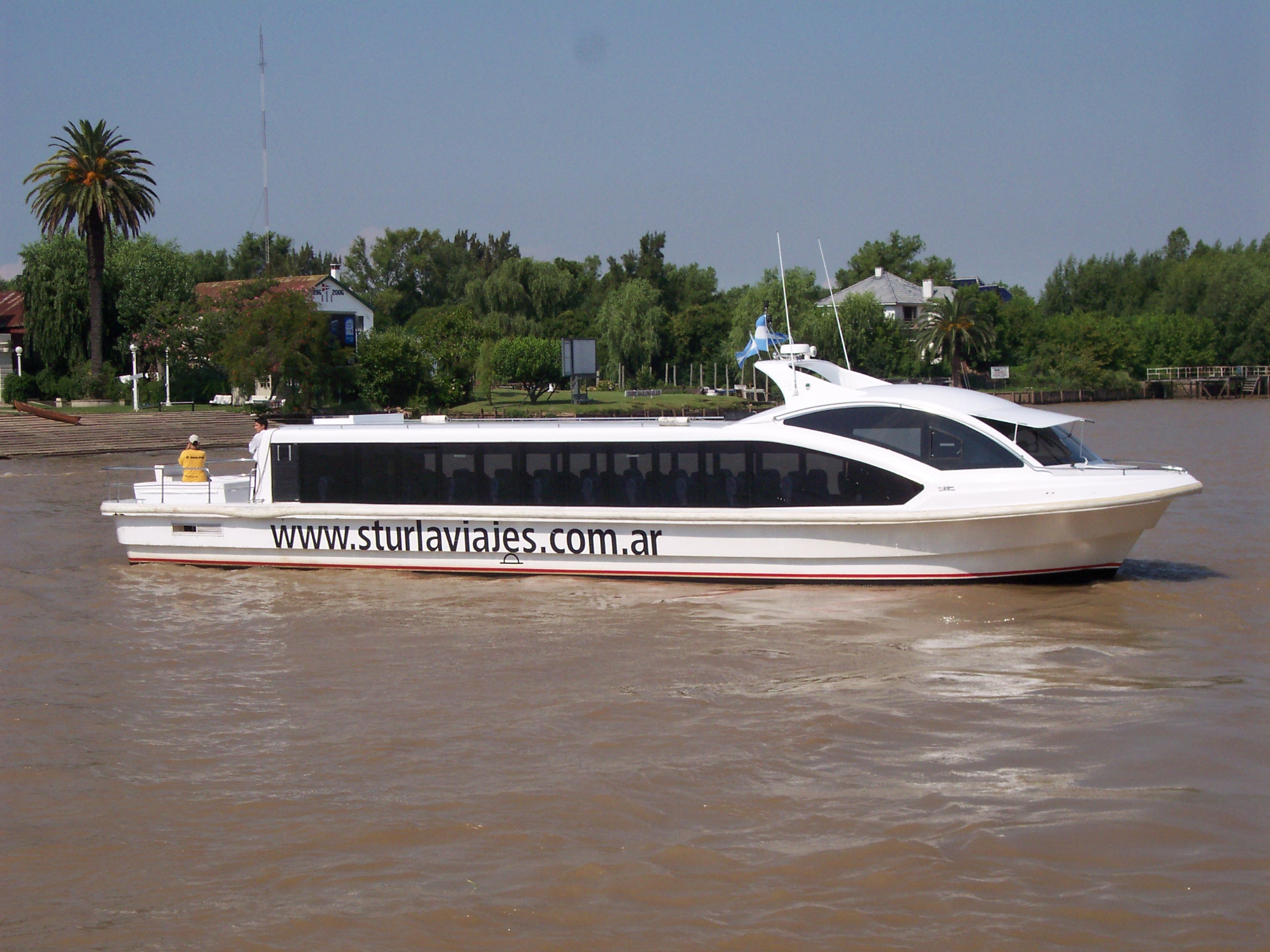

수상 택시(영어: water taxi, sightseeing boat) 또는 수상 버스(영어: water bus)는 보트를 비롯한 수상 교통수단을 이용하여 손님이 원하는 곳까지 데려다 주고 요금을 받는 대중교통 수단이다. 도로 교통에 비해 수운이 유리한 강이나 바닷가, 운하 등의 도시 환경에서 볼 수 있으며, 소요시간이 적고 정시성을 보장하고 있다는 것이 장점이다. 버스처럼 일정한 정류장을 두고 운행하거나, 택시처럼 원하는 장소로 이동시켜주는 방식을 따른다. 특정한 두 지점을 정기적으로 왕복하는 보트 운행은 보통 수상 버스나 택시보다는 페리라고 부른다. 교통수단으로서의 역할과 동시에 관광의 역할도 하고 있다.
과거에는 나루터를 거점으로 물건과 사람을 실어나르고 삯을 받는 나룻배가 수상 택시의 역할을 대신하였다고 볼 수 있다. 베네치아에서는 곤돌라가 수상 택시 역할을 하였다.

## 서울특별시의 수상 택시
정식 명칭은 수상관광콜택시이다. 한강 르네상스 프로젝트의 일환으로 2007년 10월 11일부터 청해진해운이 한강 수상 택시 운행을 시작했다. 여의도와 잠실 등에서 한강변에 위치한 18개 승강장에서 운행하였으나, 세월호 침몰 사고로 인해 청해진해운의 해운영업권이 박탈됨에 따라 운행이 중단된 상태이다.
이후 수상관광콜택시가 중단되었다가 국가보훈단체인 대한민국특수임무유공회에서 2015년 10월에 한강수상택시사업을 인수하여 2016년 10월 20일 수상택시 취항식을 갖고 도선장을 개장하여 관광, 출퇴근노선을 정상 운영중에 있다.

## 베네치아의 수상 택시
베네치아에서는 수상 택시와 바포레토(Vaporetto)라 부르는 수상 버스 그리고 나룻배인 곤돌라가 같이 운영되고 있다. 대부분 교통수단으로의 역할보다는 베네치아 운하를 관광하는 용도로 사용되고 있다.

## 같이 보기
- 나룻배
- 아브라 (배)
- 찰루파 (배)
- 곤돌라